# 鲁梅古 (塔恩省)
鲁梅古（法語：Roumégoux，法語發音：[ʁumeɡu]）是法国奧克西塔尼大區塔恩省的一个旧市镇，属于阿尔比区。该旧市镇2009年时的人口为262人。

## 人口
鲁梅古人口变化图示
| 数据来源：INSEE |